# Муратов Михайло Володимирович
Муратов Михайло Володимирович (рос. Муратов Михаил Владимирович) (* 29 лютого (13 березня) 1908, Москва — 30 серпня 1982, Москва), радянський геолог, член-кореспондент АН СРСР (1962).
Закінчив Московський університет (1930). Завідувач кафедрою історичної та регіональної геології Московського геологорозвідувального інституту (з 1959), старший науковий співробітник Геологічного інституту АН СРСР (з 1957), голова Міжвідомчого тектонічного комітету АН СРСР (з 1965).
Основні праці з проблем теоретичної тектоніки, зокрема з питань тектонічної будови складчастих поясів світу. Муратов — один з укладачів і редакторів тектонічних та геологічних карт СРСР, Європи і світу. Державна премія СРСР (1951 і 1969) за роботу «Тектоніка та історія розвитку Альпійської геосинклінальної області півдня Європейської частини СРСР і суміжних країн» (1949), за участь у складанні «тектонічних карти Євразії» в масштабі 1: 5 000 000 і монографії «Тектоніка Євразії» (1966). Нагороджений орденом Трудового Червоного Прапора та медалями.